# Heuchera caroliniana
Heuchera caroliniana là một loài thực vật có hoa trong họ Saxifragaceae. Loài này được (Rosend., Butters & Lakela) E.F. Wells miêu tả khoa học đầu tiên năm 1979.